# Roger I al Siciliei

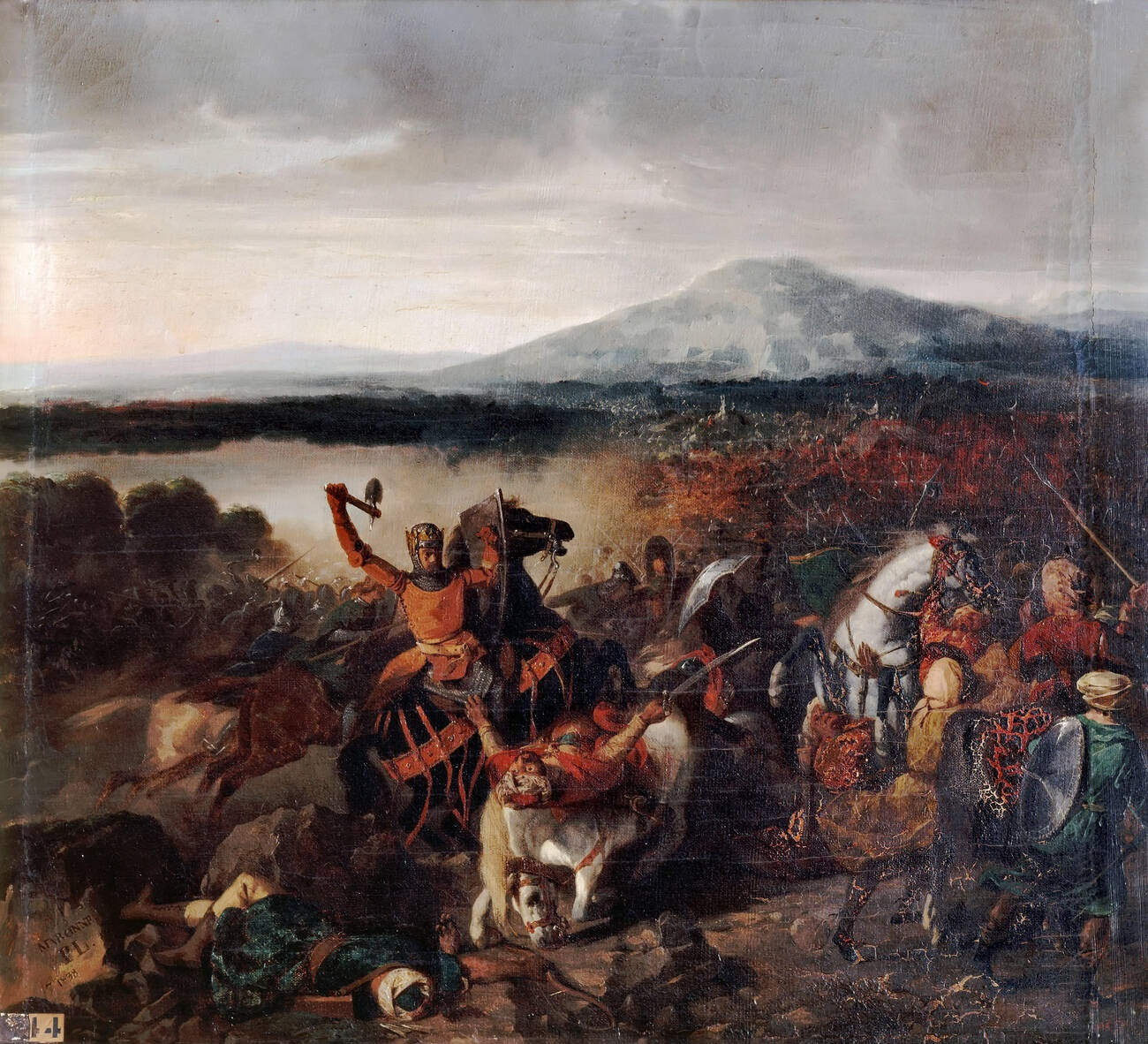
Roger în bătălia de la Cerami, victorios asupra a 35,000 de sarazini, în 1061

Roger I (n. cca. 1031–1040 –  d. 22 iunie 1101), supranumit Bosso și Marele Conte, a fost un nobil normand stabilit în sudul Italiei și devenit conte de Sicilia de la 1071 până la moarte. El a fost conducătorul care i-a alungat pe maurii musulmani din sudul Italiei, fiind bine primit de către nativii creștini din regiune. Roger I a fost ultimul mare conducător normand participant la cucerirea sudului Italiei.

## CucerireaCalabrieiși aSiciliei
Roger a fost cel mai tânăr fiu al nobilului normand Tancred de Hauteville cu cea de a doua sa soție, Fredisenda  Roger a sosit în Mezzogiorno la puțină vreme după anul 1055, urmând fraților săi mai mari. Cronicarul Goffredo Malaterra, care compară pe Robert Guiscard și pe fratele său Roger Bosso cu personajele vetero-testamentare "Iosif și Beniamin", spune despre Roger: "Era un tânăr de cea mai mare frumusețe, de statură semeață, cu aspect grațios, foarte elocvent în discurs și calm în sfaturi. Era prevăzător în stabilirea tuturor acțiunilor sale, plăcut și vesel la vorbă cu toată lumea; puternic și curajos, dar și furios în luptă." 
Pentru o vreme, Roger a dus o viață de mercenar rătăcitor în castelul său din Scalea, la golful Policastro. El a participat alături de fratele său Robert Guiscard la cucerirea Calabriei. Printr-un tratat încheiat în 1062, cei doi frați și-au împărțit cucerirea prin realizarea unui fel de "condominium", prin care fiecare dintre ei urma să posede jumătate din fiecare castel și oraș din Calabria.
Robert s-a hotărât să profite de capacitățile militare deosebite ale lui Roger pentru a cuceri Sicilia. La acea vreme, insula era condusă de musulmanii arabi, iar populația era majoritar formată din greci bizantini. Conducătorii arabi din Emiratul de Sicilia deveniseră independenți față de sultanul din Tunis. În mai 1061, cei doi frații din familia Hauteville au traversat strâmtoarea Messina pe la Reggio și au capturat Messina. După ce au ocupat Palermo în ianuarie 1072, Robert Guiscard, din postura de suzeran, l-a învestit pe Roger cu calitatea de conte de Sicilia. Robert a reținut pentru sine Palermo, jumătate din Messina și regiunea de nord-est (Val Demone) a insulei. Abia către 1085, Roger a reușit să întreprindă cucerirea sistematică a Siciliei.
În martie 1086 Siracusa a capitulat, iar când, în februarie 1091 Noto s-a predat, cucerirea insulei de către normanzi a devenit completă. Multe dintre succesele lui Robert Guiscard s-au datorat sprijinului acordat de Roger Bosso. În mod similar, atunci conducerea familiei Hauteville a trecut în mâinile lui Roger, el l-a sprijinit pe nepotul său de frate Roger Borsa (al doilea fiu al lui Guiscard) pentru preluarea succesiunii ducatului de Apulia împotriva fratelui său mai mare, Boemund de Taranto, a principelui longobard Lando al IV-lea de Capua și a altor răsculați. În schimbul sprijinului unchiului său Roger Bosso, ducele Roger Borsa a predat acestuia partea sa asupra castelelor din Calabria în 1085, iar în 1091 a făcut același lucru cu moștenirea sa asupra Palermo.
Domnia lui Roger în Sicilia a devenit mai absolută decât cea a lui Robert Guiscard în Italia de sud. În același timp, datorită imigrației de longobarzi și normanzi, creștinătatea latină a înlocuit treptat tradiția greco-bizantină din Sicilia. În procesul de înfeudare dintre 1072 și 1092, nu s-au creat mari fiefuri nedivizate. Vasalii, fie că erau normanzi, francezi sau italieni, își datorau beneficiile direct către conte. Nicio răscoală feudală de mari dimensiuni nu a izbucnit împotriva contelui Roger.

## CucerireaMaltei
În 1091, pentru a evita un atac al sarazinilor din Africa de Nord, Roger a pus la punct o flotă cu scopul de a cuceri Malta. Vasul pe care afla Roger a ajuns în insulă înaintea celorlalte. La debarcare, puținii apărători pe care normanzii i-au întâlnit s-au retras, astfel încât în ziua următoare Roger a pornit în marș către capitala Mdina. Au început negocieri cu qadi-ul local, convenindu-se în final ca onsula să devină tributară față de contele de Sicilia și ca qadi-ul să poată continua să o administreze. Prin acest tratat, mulți greci și alți creștini aflați prizonieri acolo au fost eliberați, ei cântându-i lui Roger Kyrie eleison. El a părăsit insula cu mulți dintre locuitorii care doreau să îl însoțească, al căror număr era atât de mare încât vasul pe care se afla contele era gata să se scufunde, potrivit cronicii lui Goffredo Malaterra.

## Domnia asupra Siciliei
Având poziția supremă pe plan politic, contele a devenit și stăpânul de facto al bisericii siciliene. Papalitatea, pentru a favoriza un principe care recuperase Sicilia de la greci și sarazini, a conferit în 1098 lui Roger și moștenitorilor acestuia nunciatul (poziția de legat apostolic) asupra insulei. Roger a constituit noi episcopii latine la Siracusa, Girgenti și în alte părți, numind personal episcopii, și totodată a transformat arhiepiscopia de Palermo într-un sediu catolic. El a practicat toleranța generală față de arabi și de greci. În orașe, musulmanii, care și ei menținuseră asemenea drepturi de la cei cuceriți, și-au păstrat moscheile, cadiii, ca și libertatea comerțului; în regiunile rurale însă ei au fost transformații în servi. Roger și-a constituit baza infanteriei sale din rândul musulmanilor; Sfântul Anselm, vizitându-l cu ocazia asediului Capuei din 1098, a găsit "corturile brune ale arabilor [care erau] inumerabile". Cu toate acestea, elementul latin a început să prevaleze, pe măsură ce longobarzii și alți italieni s-au deplasat în Sicilia în mare număr pe urmele cuceritorilor normanzi, iar cucerirea Siciliei s-a dovedit a fi decisivă pentru tot mai clarul declin al puterii musulmane în Mediterana occidentală din acel timp.

## Familia
Fiul cel mai vârstnic al lui Roger a fost un bastard, pe nume Iordan, care a murit înaintea tatălui. Cel de al doilea, Geoffroi, se pare că tot bastard, va primi titlul de conte de Ragusa. Bastard sau nu, Geoffroi suferea de lepră, așadar nu avea cum să emită pretenții la moștenire.
Prima căsătorie a lui Roger a avut loc în 1061, soția fiind Iudith, fiică a contelui Guillaume d'Évreux cu Hawisa de Échauffour. Soția a murit în 1076, lăsându-i lui Roger doar fiice:
- Una cu nume necunoscut, care se va căsători cu Ugo de Gircea (d. 1075/6), primul conte de Paternò
- Matilda (n. 1062 – d. înainte de 1094) căsătorită mai întâi cu contele Robert d'Eu (repudiată însă înainte de 1080); căsătorită a doua oară (în 1080) cu contele Raimond al IV-lea de Toulouse și divorțată de acesta în 1088
- Adelisa (d. 1096), căsătorită în 1083 cu contele Henric de Monte Sant'Angelo
- Emma (d. 1120), logodită pentru scurt timp cu regele Filip I al Franței; căsătorită prima dată cu contele Guillaume al VI-lea d'Auvergne, iar apoi cu contele Rudolf de Montescaglioso.

În 1077, Roger s-a căsătorit pentru a doua oară, cu Eremburga de Mortain, fiică a contelui "Guillaume de Mortain".
Copiii avuți din această căsătorie au fost:
- Mauger, devenit conte de Troina
- Matilda, căsătorită cu contele Guigues al III-lea de Albon
- Muriel (d. 1119), căsătorită cu Josbert de Lucy
- Constanța, căsătorită cu Conrad, fiul împăratului Henric al IV-lea
- Felicia, căsătorită cu regele Coloman I al Ungariei
- Violante, căsătorită cu Robert de Burgundia, fiul omonim al ducelui Robert I de Burgundia
- Flandina, căsătorită cu Henric del Vasto
- Iudith (d. 1136), căsătorită cu Robert I de Bassunvilla

Cea de a treia soție a lui Roger Bosso a fost Adelaida del Vasto, nepoată a lui Bonifaciu, senior de Savona, căsătoria având loc în 1087. Cei doi au avut următorii copii:
- Simon, devenit ulterior conte de Sicilia
- Matilda, căsătorită cu contele Rainulf al II-lea de Alife
- Roger, devenit conte, apoi rege al Siciliei
- Maximilla, căsătorită cu Hildebrand al VI-lea din familia Aldobrandeschi